# Município de Harrison (condado de Perry, Ohio)
O município de Harrison (em inglês: Harrison Township) é um município localizado no condado de Perry no estado estadounidense de Ohio. No ano de 2010 tinha uma população de 5.253 habitantes e uma densidade populacional de 87,12 pessoas por km².

## Geografia
O município de Harrison encontra-se localizado nas coordenadas 39° 46′ 14″ N, 82° 06′ 34″ O. Segundo o Departamento do Censo dos Estados Unidos, o município tem uma superfície total de 60.3 km², da qual 59.59 km² correspondem a terra firme e (1.18%) 0.71 km² é água.

## Demografia
Segundo o censo de 2010, tinha 5.253 pessoas residindo no município de Harrison. A densidade populacional era de 87,12 hab./km².